# Dietrich Dorfstecher
Dietrich Dorfstecher, né à Kreckow le 11 février 1933 et mort le 30 mai 2011, est un dessinateur et médailleur allemand.

## Biographie
Dietrich Dorfstecher a notamment dessiné :
- les timbres commémoratifs est-allemands suivants :
  - 1919 50 Jahre Internationale 1969 Arbeits Organisation (1969) ;
  - 1972 Gesunheit Leitsungsfähigkeit Lebensfreude (1972) ;
  - 1973 25. Jahrestag G der Allgemeinen Erklärung der Menschenrechte (1973).

- des pièces de monnaie dont :
  - la pièce allemande de collection de 10 euros 2004 pour commémorer le parc national de Wattenmeer du land de Schleswig-Holstein ;
  - la pièce allemande de collection de 100 euros 2006 du Patrimoine mondial de l'UNESCO et dédiée à Weimar ;
  - la pièce allemande de collection de 100 euros 2010 du Patrimoine mondial de l'UNESCO et dédiée à la résidence et au Hofgarten de Wurtzbourg.